# Taïfa de Lérida
1031/1036–1102
Entités précédentes :
- Califat de Cordoue

Entités suivantes :
- Almoravides

La taïfa de Lérida ou Larida fut un royaume de taïfa situé dans l'est de l'Espagne musulmane au Moyen Âge. Il fut fondé entre 1031 et 1036 sur les décombres du califat omeyyade de Cordoue par Sulayman al-Musta'in Ier. Le royaume connut une histoire difficile, les rois taïfa de Saragosse cherchant à mettre la main sur Lérida. Finalement le royaume fut conquis par les Almoravides en 1102.